# Michaił Kriwoszłykow

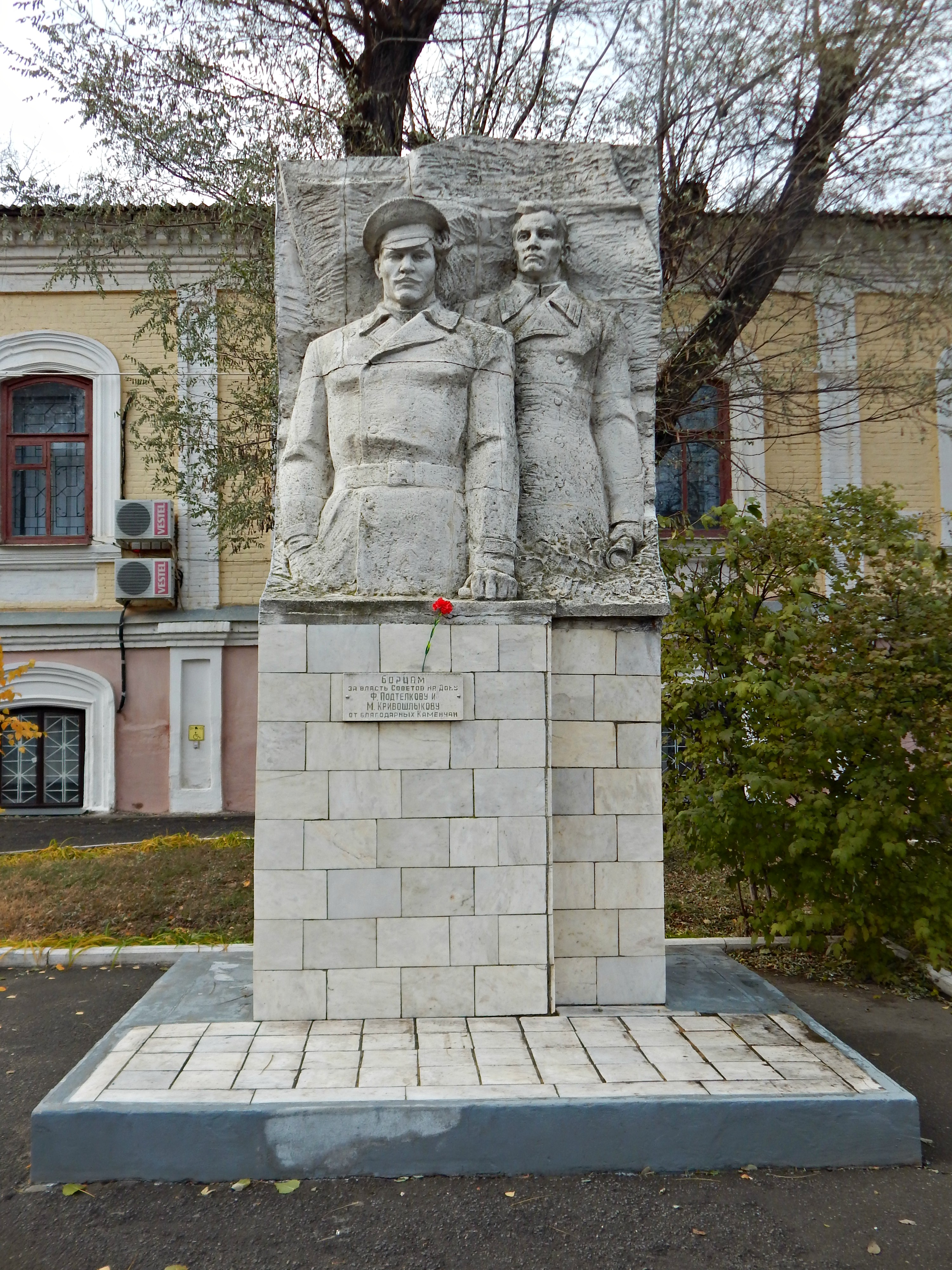
Pomnik Fiodora Podtiołkowa i Michaiła Kriwoszłykowa (z prawej) w Kamieńsku Szachtyńskim, przed budynkiem, gdzie w 1918 r. miał swoją siedzibę Doński Kozacki Komitet Wojskowo-Rewolucyjny

Michaił Wasiljewicz Kriwoszłykow (ur. 21 listopada 1894 w chutorze Uszakowie stanicy Jełanskiej, zm. 11 maja 1918 w chutorze Ponomarjow) – rosyjski rewolucjonista, członek Rady Komisarzy Ludowych Dońskiej Republiki Radzieckiej.

## Życiorys
Był synem ubogiego Kozaka dońskiego. W 1915 r. ukończył z wyróżnieniem średnią szkołę gospodarstwa wiejskiego w Piersianowce. Być może przystąpił w tym czasie do kółka rewolucyjnego założonego przez jednego z nauczycieli placówki, pisał także wiersze i artykuły do założonej przez siebie gazety uczniowskiej. Po ukończeniu nauki pracował jako agronom, z której to pracy zrezygnował na własną prośbę. W 1916 r. rozpoczął studia w instytucie handlowym w Kijowie, jednak w tym samym roku został zmobilizowany i skierowany do szkoły chorążych w Nowoczerkasku.
W marcu 1917 r. przyjechał na kilkudniowy urlop do rodzinnego chutoru i został wybrany delegatem na zjazd Kozaków stanicy, a następnie na zjazd kozacki, jaki odbył się w Nowoczerkasku. Wystąpił tam z przemówieniem, w którym atakował kozacką starszyznę, popierającą Rząd Tymczasowy. W związku z tym w czerwcu 1917 r. został skierowany na front w szeregach 28 Dońskiego pułku kozackiego. Należał do lewicowych eserowców.

### Udział w rewolucji nad Donem
23 stycznia 1918 r. w stanicy Kamienskiej sformowany został Doński Kozacki Komitet Wojskowo-Rewolucyjny, w którym Michaił Kriwoszłykow został sekretarzem, zaś na przewodniczącego wybrano innego lewicowego eserowca, Fiodora Podtiołkowa. Komitet nie powstawał w porozumieniu z kierownictwem partii bolszewickiej ani z Radą Komisarzy Ludowych, nie był także w kontakcie ze zmierzającymi na południe Rosji siłami czerwonych pod dowództwem Władimira Antonowa-Owsiejenki. Jak pisze Peter Kenez, zwolennicy komitetu byli przekonani, że znad Donu należy usunąć siły tworzące się siły białych (Kozaków Aleksieja Kaledina i Armii Ochotniczej Ławra Korniłowa), a wówczas w regionie będą mogły współistnieć władza radziecka i kozactwo. Komitet był organizacją ściśle kozacką, odrzucił m.in. ofertę współpracy od zrewolucjonizowanych organizacji robotniczych z dońskich miast. Nie starał się także o poparcie ludności niekozackiej (inogorodnych).
28 stycznia 1918 r. sześcioosobowa delegacja Kozackiego Komitetu Wojskowo-Rewolucyjnego z Podtiołkowem i Kriwoszłykowem na czele spotkała się w Nowoczerkasku z Aleksiejem Kaledinem. Podtiołkow zażądał podczas spotkania oddania całej władzy nad Donem w ręce zrewolucjonizowanych Kozaków, rozwiązania oddziałów wiernych Kaledinowi i usunięcia znad Donu Armii Ochotniczej. Kriwoszłykow również odgrywał znaczącą rolę podczas rozmów. Kaledin zakwestionował prawo Komitetu Wojskowo-Rewolucyjnego do mówienia w imieniu wszystkich Kozaków, zgodził się jednak na kontynuowanie negocjacji i czasowe zawieszenie broni. Podczas negocjacji do Podtiołkowa i Kriwoszłykowa dotarła wiadomość, że biały oddział Wasilija Czerniecowa (prawdopodobnie bez wiedzy Kaledina) zajął Kamienską i Millerowo, zmuszając Komitet Rewolucyjny do wycofania się. W tej sytuacji rozmowy zostały zerwane. Wznowione zostały walki; 3 lutego 1918 r. oddział Podtiołkowa, rozbijając siły Czerniecowa, otworzył nacierającym z zachodu czerwonym oddziałom Jurija Sablina (jednej z grup wchodzących w skład czerwonych sił południa Rosji pod ogólnym dowództwem Antonowa-Owsiejenki) drogę na Nowoczerkask.
W kwietniu 1918 na I Zjeździe Rad Obwodu Dońskiego Fiodor Podtiołkow został przewodniczącym Rady Komisarzy Ludowych Dońskiej Republiki Radzieckiej, a Michaił Kriwoszłykow – komisarzem ds. zarządzania. Zajmował się organizacją nowego aparatu państwowego oraz milicji republiki. Faktycznie jednak żaden z lokalnych kozackich przywódców nie odgrywał w republice większej roli. Faktyczną władzę nad Donem objął dowódca czerwonych oddziałów, które zajęły Rostów – Rudolf Siwers, początkowo samodzielnie, a następnie wspólnie z wysłanym przez Antonowa-Owsiejenkę komisarzem Wojciechowskim. Działali oni niezależnie nawet od Rady Komisarzy Ludowych i kierownictwa partii bolszewickiej. Podtiołkow bez powodzenia oprotestowywał decyzje komisarza, który zadekretował natychmiastową nacjonalizację fabryk i kopalń, wprowadził rekwizycje żywności i utrzymywał politykę terroru zainicjowaną przez Siwersa. W krótkim czasie stosunki między Siwersem i Wojciechowskim a Podtiołkowem i jego otoczeniem stały się na tyle złe, że obie strony groziły sobie nawzajem aresztowaniem.
Wojska niemieckie, które wiosną 1918 r. opanowały całe terytorium Ukrainy, 26 kwietnia wkroczyły od strony Ługańska na terytorium dawnego Obwodu Wojska Dońskiego, zaś 1 maja weszły do Taganrogu. Miejscowi bolszewicy pogłosili „wojnę rewolucyjną”, planowali obronę Rostowa i masową mobilizację. Kriwoszłykow wszedł do nadzwyczajnego sztabu obrony republiki razem z Podtiołkowem, Sergo Ordżonikidze, I. Doroszewem i W. Kowalowem. Nie zdając sobie sprawy z tego, jak poważna była zmiana sympatii wśród Kozaków w północnej części republiki (antybolszewickie oddziały kozackie aktywnie działały od początku kwietnia), Fiodor Podtiołkow i Michaił Kriwoszłykow na polecenie republikańskiego komitetu wykonawczego udali się tam z 78-osobowym oddziałem, by organizować nowe oddziały rewolucyjnego kozactwa. Ich siły zostały otoczone przez białych Kozaków w pobliżu chutoru Kałasznikow. Tam rozbrojono ich i przewieziono do chutoru Ponomariow, gdzie Kozacy rozstrzelali żołnierzy czerwonych, a Podtiołkowa i Kriwoszłykowa powiesili. Pochowano ich w chutorze w zbiorowym grobie.

## Upamiętnienie
Działalność Kriwoszłykowa i Podtiołkowa, ich spotkanie z Kaledinem, udział w walkach nad Donem i egzekucja zostały opisane przez Michaiła Szołochowa w powieści Cichy Don. Pomniki obydwu działaczy znajdują się w Kamieńsku Szachtyńskim (dawnej Kamienskiej) przed budynkiem zajmowanym w 1918 r. przez Doński Kozacki Komitet Wojskowo-Rewolucyjny, na miejscu ich egzekucji, a także na placu Troickim w Nowoczerkasku. Tablice pamiątkowe ku czci Kriwoszłykowa znajdują się również w rejonach bokowskim i kaszarskim, gdzie urodził się i zginął.